# Curieuse
La Isla Curieuse es una pequeña isla de origen granítico de las Seychelles al norte de la Isla de Praslin.
En 1979 Curieuse y sus aguas circundantes fueron declaradas Parque Nacional Marino de Curieuse con el fin de proteger la fauna nativa. Actualmente es el hogar de aproximadamente 300 tortugas gigantes de Aldabra. Durante los años 70 se promovió un proyecto conservacionista para llevar las tortugas desde Aldabra a Curieuse. En la parte meridional de la isla hay un manglar atravesado por una calzada para los visitantes del parque. La isla también es conocida por el coco de mar las palmas, los árboles gigantes takamaka, la tortuga Hawksbill y varias especies del pájaro incluyendo el loro negro de Seychelles, que se encuentra solamente aquí y en Praslin.
En 1768 Francia reclama la posesión de la isla y la llamó entonces igual que la goleta "La Curieuse" que estaba bajo el mando del explorador Marc-Joseph Marion du Fresne.
Como en muchas de las islas de Seychelles, había una población original de tortugas gigantes, pero fueron rápidamente extinguidas. En 1833 Curieuse acogió a una colonia del leprosos, que no cesó de sus operaciones hasta 1965. Las ruinas de esta leprosería permanecen todavía, al igual que la residencia del médico anterior en Anse St. Joseph que ahora son un centro y un museo educativos.